# Mohammed al-Joker
Mohammed al-Joker (* 11. Mai 1973) ist ein Snookerspieler aus den Vereinigten Arabischen Emiraten.

## Karriere
1993 schied Mohammed al-Joker bei seiner ersten Teilnahme an der Amateur-Weltmeisterschaft in der Vorrunde aus. Nachdem er auch 1994 und 1995 in der Gruppenphase ausgeschieden war, nahm er in der Saison 1996/97 an der Snooker Main Tour teil. Beim Asian Classic, dem ersten Weltranglistenturnier der Saison, zog er durch einen 5:3-Sieg gegen den Australier Johl Younger in die zweite Qualifikationsrunde ein, in der er mit 1:5 gegen Jason Dunworth verlor. Anschließend erreichte er auch beim Grand Prix und bei der UK Championship 1996 die zweite Qualifikationsrunde, bevor er bei den Welsh Open 1997 in der ersten Qualifikationsrunde ausschied.
Auch bei den vier darauf folgenden Ranglistenturnieren (International Open, European Open, Thailand Open und British Open) kam er nicht über die zweite Qualifikationsrunde hinaus. Bei der Weltmeisterschaft 1997 erreichte er durch den Rückzug des Kanadiers Daryl Wouters kampflos die zweite Qualifikationsrunde, in der er dem Engländer Jason Greaves mit 1:5 unterlag. Als 388. der Weltrangliste verlor er seinen Main-Tour-Platz am Saisonende wieder.
2001 zog er ins Achtelfinale der Asienmeisterschaft ein und verlor dort mit 4:5 gegen Naveen Perwani, 2002 unterlag er in der gleichen Runde Pang Weiguo. Im September 2002 gelang ihm erstmals der Einzug in die Finalrunde der Amateur-Weltmeisterschaft, bei der er in der Runde der letzten 32 dem Ägypter Mohammed el-Hamy mit 4:5 geschlagen geben musste. Nachdem er bei der Amateur-WM 2004 erneut in der Runde der letzten 32 ausgeschieden war, nahm er 2005 zum zweiten Mal an der Qualifikation zur Profi-Weltmeisterschaft teil und schied dort in der ersten Runde aus. Bei den Asienmeisterschaften 2005 erreichte er hingegen das Achtelfinale. Im November 2006 verlor er bei der Amateur-Weltmeisterschaft in der Runde der letzten 32 gegen Naveen Perwani. Bei den Asienmeisterschaften 2007 und 2008 zog er erneut in die Runde der letzten 16 ein.
Im Juli 2008 schied Mohammed al-Joker beim Einladungsturnier 6-Red Snooker International in der Vorrunde aus. Bei der Amateur-WM 2008 erreichte er die Runde der letzten 32. Nachdem er es bei der Asienmeisterschaft 2009 erstmals ins Viertelfinale erreicht hatte, gelang ihm im November 2009 bei der Amateur-Weltmeisterschaft nach Siegen gegen Suleman Salam und James Mifsud zum ersten Mal der Einzug ins Achtelfinale, in dem er Philip Williams mit 0:5 unterlag.
Im Oktober 2010 nahm er erstmals an einem Turnier der Players Tour Championship teil, bei dem er jedoch bereits in der Qualifikation gegen Gareth Green ausschied. Zwei Monate später erreichte er bei der Amateur-WM die Runde der letzten 32 und unterlag dort dem späteren Finalisten Pankaj Advani nur knapp mit 4:5. Im Juni 2011 bildete er beim World Cup gemeinsam mit Mohammed Shehab das Team der Vereinigten Arabischen Emirate, das sieglos in der Vorrunde ausschied. Nachdem er 2011 in der Runde der letzten 48 ausgeschieden war, erreichte er bei der Amateur-Weltmeisterschaft 2012 das Sechzehntelfinale, in dem er mit 4:5 gegen Mohammad Senzahi verlor. Bei den Asian Indoor & Martial Arts Games 2013 schied er sowohl im Snooker-Einzel als auch im Six-Red-Snooker-Einzel und beim Teamwettbewerb im Achtelfinale aus. Im September 2013 folgte das Vorrundenaus bei der 6-Red World Championship. Im Dezember 2013 zog er bei der Amateur-WM in die Runde der letzten 64 ein, in der er Manan Chandra mit 3:4 unterlag. Im November 2015 erreichte er bei der World Masters Championship der IBSF das Halbfinale, das er mit 1:5 gegen Jason Peplow verlor.